# Urner Alperne
Urner Alperne (fransk: Alpes uranaises; tysk: Urner Alpen) er en bjergkæde i det centrale Schweiz, i den vestlige del af Alperne. Den strækker sig gennem kantonerne Obwalden, Valais, Luzern, Bern, Uri og Nidwalden. Urner Alperne grænser i vest til Berner Alperne, i syd til De lepontinske Alper og til Glarusalperne i øst.
Urner Alperne består af to forskellige bjergmassiver, adskilt fra hinanden af Sustenpasset. Dammastock-massivet i syd har mange bræer. Den nordlige del, som når sin største højde med Titlis, har lavere toppe men dækker et større areal.

## Bjergtoppe
I Urner Alperne er der 58 bjerge med en højde på over 3.000 meter over havet:
| - 1. Dammastock, 3630 m - 2. Schneestock, 3608 m - 3. Rhonestock, 3596 m - 4. Galenstock, 3586 m - 5. Eggstock, 3583 m - 6. Tiefenstock, 3515 m - 7. Sustenhorn, 3503 m - 8. Hinter Tierberg, 3447 m - 9. Gwächtenhorn, 3420 m - 10. Mittlerer Tierberg, 3418 m - 11. Fleckistock, 3416 m - 12. Maasplanggstock, 3401 m - 13. Wysse Nollen, 3398 m - 14. Diechterhorn, 3389 m - 15. Tieralplistock, 3382 m - 16. Chli Sustenhorn, 3318 m - 17. Vorderes Sustenlimihorn, 3316 m - 18. Stucklistock, 3308 m - 19. Gletschhorn, 3305 m - 20. Titlis, 3238 m - 21. Rorspitzli, 3220 m - 22. Sidelenhorn, 3217 m - 23. Gwächtenhorn, 3214 m - 24. Brunnenstock, 3210 m - 25. Gross Bielenhorn, 3210 m - 26. Chüeplanggenstock, 3207 m - 27. Voralphorn, 3203 m - 28. Winterstock, 3203 m - 29. Chelenalphorn, 3202 m | - 30. Gross Griessenhorn, 3202 m - 31. Gross Spannort, 3198 m - 32. Hinteres Sustenlimihorn, 3194 m - 33. Gärstenhörner, 3189 m - 34. Limistock, 3189 m - 35. Tällistock, 3185 m - 36. Rotstock, 3183 m - 37. Hoch Horefellistock, 3175 m - 38. Gross Furkahorn, 3169 m - 39. Winterberg, 3167 m - 40. Chli Spannort, 3140 m - 41. Hinter Schloss (Schlossberg), 3132 m - 42. Steinhüshorn, 3121 m - 43. Chilchlistock, 3114 m - 44. Krönten, 3107 m - 45. Hintere Gelmerhörner, 3100 m - 46. Vorder Tierberg, 3091 m - 47. Zwächten, 3078 m - 48. Lochberg, 3074 m - 49. Müeterlishorn, 3066 m - 50. Wendenstöcke, 3042 m - 51. Blauberg, 3039 m - 52. Triftstöckli, 3035 m - 53. Klein Titlis, 3028 m - 54. Klein Furkahorn, 3026 m - 55. Wendenhorn, 3023 m - 56. Spitzli, 3011 m - 57. Bächenstock, 3008 m - 58. Reissend Nollen, 3003 m |